# Irritator
Irritator là một chi khủng long chân thú đại long xương gai sống ở nơi hiện nay là Brazil trong tầng Alian vào đầu kỷ Phấn trắng, khoảng 110 triệu năm trước. Chi này được biết đến từ một hộp sọ gần như hoàn chỉnh được tìm thấy tại thành hệ Romualdo vùng lưu vực Araripe. Những người buôn hóa thạch đã mua lại hộp sọ này và bán nó bất hợp pháp cho Bảo tàng Lịch sử Tự nhiên Bang Stuttgart. Năm 1996, mẫu vật này đã trở thành mẫu định danh của loài điển hình Irritator challengeri. Tên chi xuất phát từ từ "phát cáu" (irritation), phản ánh tâm trạng của các nhà cổ sinh vật học khi họ phát hiện ra rằng hộp sọ đã bị hư hại nặng nề và bị thay đổi bởi những kẻ sưu tầm bất hợp pháp. Danh pháp loài tôn danh nhân vật hư cấu giáo sư Challenger trong tiểu thuyết của nhà văn Arthur Conan Doyle.
Nhiều nhà cổ sinh vật học coi loài Angaturama limai, được biết đến từ một đầu mõm được mô tả sau đó vào năm 1996, như một danh pháp đồng nghĩa tiềm năng của chi Irritator. Cả hai mẫu vật này đều đến từ cùng một đơn vị địa tầng của lưu vực Araripe. Trước đây người ta cũng đề xuất rằng các bộ phận sọ của Irritator và Angaturama thuộc cùng một mẫu vật. Mặc dù bị nghi ngờ, cần nhiều vật liệu lặp lại hơn để xác nhận chúng cùng là một loài vật. Các vật liệu xương spinosaurid khác, một số trong đó có thể thuộc về Irritator hoặc Angaturama, được khai quật từ Thành hệ Romualdo, cho phép tạo ra một bộ xương sao chép và đặt trưng bày tại Bảo tàng Quốc gia Rio de Janeiro năm 2009.
Ước tính có chiều dài từ 6 đến 8 mét (20 đến 26 ft), Irritator nặng khoảng 1 tấn (1,1 tấn ngắn), khiến nó trở thành một trong những spinosaurid nhỏ nhất được biết đến. Mõm dài, nông và thon của nó được lót bằng các răng hình nón thẳng và không có cạnh cưa. Một đỉnh dọc giữa chạy dọc chiều dài của sọ, mà có thể là nơi neo bám của một cơ cổ mạnh. Các lỗ mũi được đặt ở vị trí xa đầu mõm và vòm miệng thứ cấp cứng trên vòm miệng sẽ củng cố bộ hàm khỏe mạnh. Thuộc về một mẫu cận trưởng thành, mẫu định danh của Irritator challengeri vẫn là hộp sọ spinosaurid hoàn chỉnh nhất được tìm thấy. Đầu mõm Angaturama mở rộng sang hai bên theo hình dạng giống như hoa hồng, mang hàm răng dài và mào cao bất thường. Một bộ xương có thể chỉ ra rằng chúng, giống như các spinosaurid khác, có móng vuốt ngón đầu tiên mở rộng và một cánh buồm chạy dọc sống lưng.
Irritator ban đầu đã bị nhầm lẫn với một con thằn lằn bay, và sau đó là một con khủng long maniraptoran. Năm 1996, con vật được xác định là một đại long xương gai. Hộp sọ mẫu định danh đã được chuẩn bị kỹ lưỡng trước khi được tái thiết kế lại vào năm 2002, xác nhận đơn vị phân loại này. Cả Irritator và Angaturama đều thuộc phân họ Spinosaurinae. Một chế độ ăn cá nói chung giống như cá sấu Ấn Độ ngày nay đã được đề xuất; nó có thể săn các con mồi chủ yếu như cá và bất kỳ con vật nhỏ nào khác mà chúng nuốt chửng được. Bằng chứng hóa thạch được biết đến của một cá thể đã ăn một con thằn lằn bay, chính nó săn mồi hoặc ăn xác. Irritator có thể đã có tập tính bán thủy sinh, và sinh sống trong môi trường nhiệt đới giống như một đầm phá ven biển được bao quanh bởi các vùng khô hạn. Chúng cùng tồn tại với các loài ăn thịt khác cũng như rùa, bò sát dạng cá sấu và một số lượng lớn các loài dực long và cá.

## Lịch sử nghiên cứu

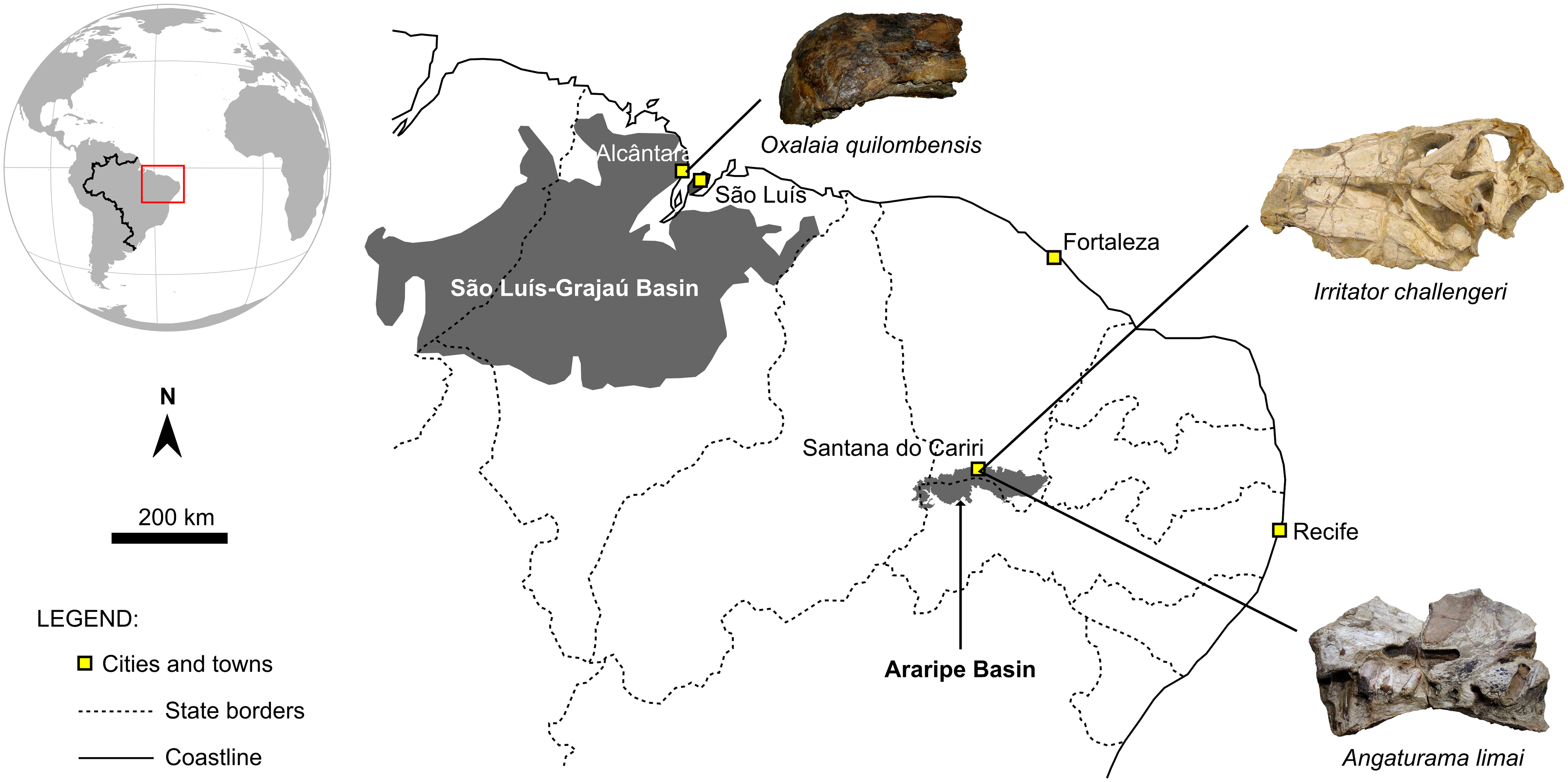
Bản đồ cho thấy Vùng Đông Bắc, Brazil, với di chỉ khám phá của ba mẫu vật loài hóa thạch spinosaurine tại Araripe và lưu vực São Luís-Grajaú. Từ trên xuống dưới: Oxalaia, Irritator, và Angaturama.

Những kẻ săn trộm hóa thạch đã khai quật một thể kết phấn có chứa phần sau của một hộp sọ lớn với hàm dưới gần thị trấn Santana do Cariri ở phía đông bắc Brazil. Hóa thạch này được mua lại bởi các thương nhân và những người này bán bất hợp pháp mẫu vật này- việc buôn lậu hóa thạch bị cấm ở Brazil kể từ năm 1942-— cho Rupto Wild của Bảo tàng Lịch sử Tự nhiên bang Stuttgart, Đức. Vào thời điểm đó, nó được cho là hộp sọ của một loài dực long sơ khai hay còn gọi là bò sát bay, vì vùng Chapada do Araripe nổi tiếng với những phát hiện dồi dào của dực long và bảo tàng Đức thường mua những mảnh hoa thạch như vậy. Vì khám phá này hứa hẹn là một phát hiện độc đáo mang tầm quan trọng, các chuyên gia về dực long của Đức và Anh đã được liên hệ để cùng tham gia nghiên cứu mẫu vật này. Bài báo khoa học mô tả mẫu vật là dực long đã được xuất bản trước khi các tác giả khác như, nhà cổ sinh vật học người Đức Eberhard Frey và Hans-Dieter Sues, không công nhận khẳng định này, hai người cho rằng hóa thạch này thuộc về một loài khủng long chân thú.

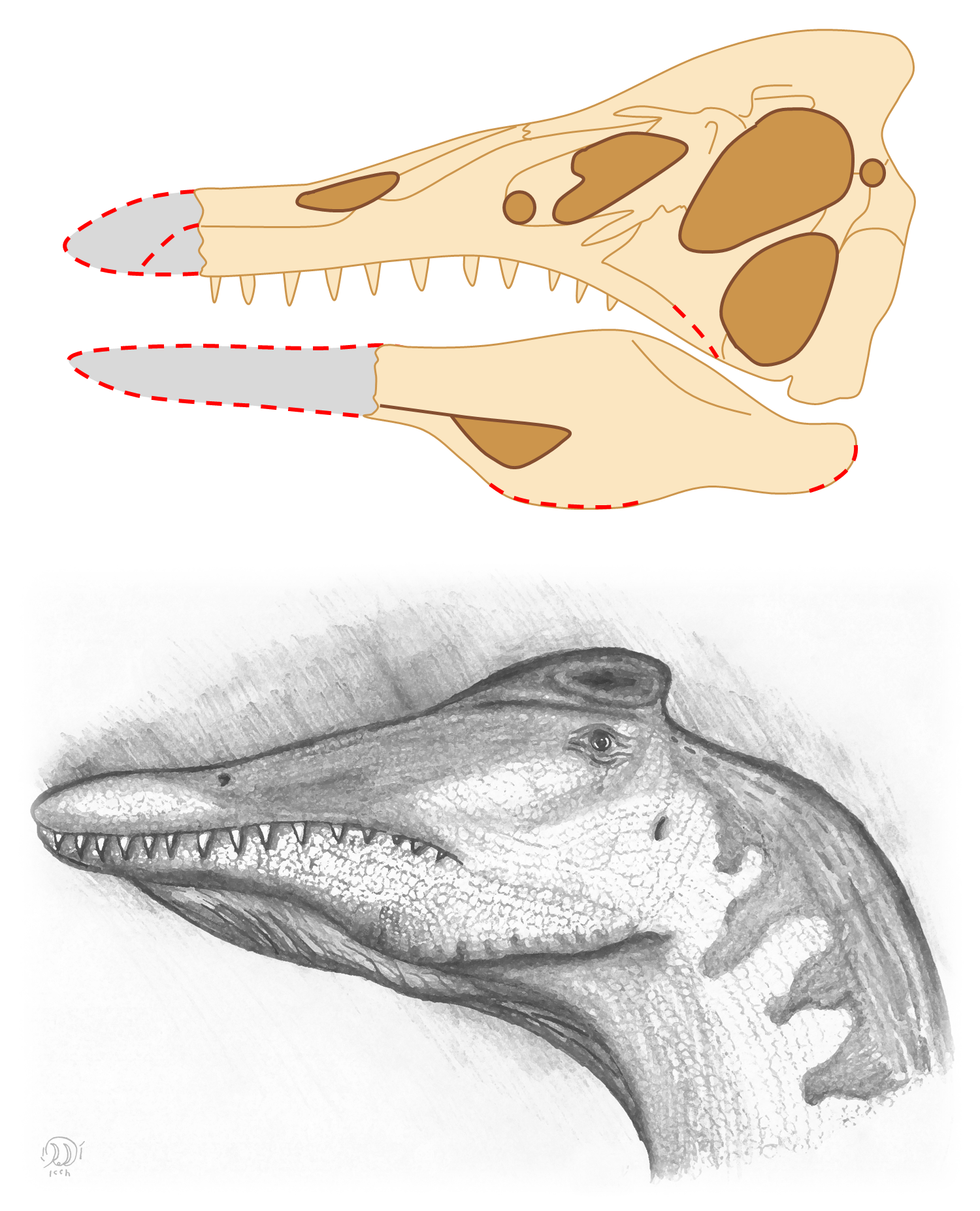
Hộp sọ phục dựng đã lỗi thời (trên) dựa trên miêu tả của Martill và các đồng nghiệp năm 1996. Hình minh họa (giống cái ở bên dưới) trong sách báo và từ điển dựa rất nhiều vào bản phục dựng sai này.

Hộp sọ bị bẹp ở bên đôi chút và, như thường thấy ở các hóa thạch, một phần bị nghiền nát. Phía bên phải được bảo quản tốt, trong khi phần bên trái bị hư hại nặng trong quá trình thu thập. Một số bề mặt trên cùng của hộp sọ đã bị xói mòn, và hàm dưới thiếu phần trước của nó, cả hai đều bị vỡ trong quá trình hóa thạch. Các bộ phận của mẫu vật cũng bị nứt do là một phần của các thể kết nhỏ bị làm phẳng. Đầu hàm trên cũng bị mất. Vì không có dấu hiệu xói mòn, nên chắc hẳn nó đã bị vỡ trong hoặc sau khi được thu nhặt. Vết ăn mòn rõ rệt trên xương cho thấy ai đó đã nhúng a-xít để làm lộ hóa thạch. Một vết nứt dọc xuất hiện ở giữa hộp sọ, rõ ràng đã được niêm phong lại bằng chất trám thân xe. Với nỗ lực làm cho mẫu vật trông hoàn chỉnh và có giá trị hơn, những kẻ buôn lậu hóa thạch đã nhúng phần lớn hộp sọ bên dưới thạch cao; một phương pháp phổ biến được sử dụng bởi các nhà sưu tập địa phương ở Chapada do Araripe, đặc biệt là với hóa thạch cá. Những người mua đã không biết về các chỉnh sửa này đối với mẫu vật được thu thập bất hợp pháp, cho đến khi nó được gửi đến các trường đại học ở Vương quốc Anh để quét lớp vi tính. Các nhà sưu tập trước đó đã cố gắng tái tạo lại hộp sọ bằng cách ghép các phần của xương hàm trên chính lên phía trước của mõm. Hộp sọ (được đánh số SMNS 58022) đã trở thành mẫu định danh của chi và loài mới tên là Irritator challengeri vào tháng 2 năm 1996, khi nó được mô tả khoa học lần đầu bởi các nhà cổ sinh vật học bao gồm David M. Martill, Arthur RI Cruickshank, Eberhard Frey, Philip G. Small và Maria Clarke. Trong bài báo này, Martill và nhóm của ông đã viết rằng cái tên chi Irritator xuất phát từ từ "sự cáu kỉnh, bực tức, cảm giác mà các tác giả cảm thấy (được nói ở đây) khi phát hiện ra rằng mõm đã bị kéo dài một cách giả tạo." Tên loài chi tiết, Irritator challengeri, được đặt theo tên của giáo sư Challenger, một nhân vật trong tiểu thuyết của ngài Arthur Conan Doyle, cụ thể là cuốn Thế giới đã mất. Hai năm trước đó, Frey và Martill đã đặt tên cho một loài dực long mới từ Thành hệ Crato là Arthurdactylus conandoylei,, theo tên của chính tiểu thuyết gia này.
Khi Martill và các đồng nghiệp lần đầu tiên mô tả Irritator challengeri, mẫu định danh vẫn bị bao bọc trong ma trận đá vôi. Nhà nghiên cứu Diane M. Scott từ Đại học Toronto đảm nhận nhiệm vụ làm sạch hộp sọ, cho phép tái thiết kế chi tiết vào năm 2002. Được viết bởi Sues, Frey, Martill và Scott, thẩm định mẫu vật đã được chuẩn bị đầy đủ đã phủ nhận nhiều quan sát ban đầu của Martill và các đồng nghiệp, dựa trên những diễn giải sai về hộp sọ bị hư hại và bị thay đổi nhiều. Chiều dài ước tính của hộp sọ hoàn chỉnh ngắn hơn 24 cm (9,4 in) so với đề xuất trước đây. Những gì ban đầu được cho là một mào đầu nổi bật đã được chứng minh là một mảnh xương không gắn kết, không xác định. Hơn nữa, các xương thuộc sọ bổ sung khác đã được xác định. Như trong nghiên cứu trước đây, Sues và các đồng nghiệp đã coi chi Spinosaurus của châu Phi là đơn vị phân loại tương tự như Irritator, vì chúng chia sẻ nhiều đặc điểm nha khoa, bao gồm mão răng hình nón thẳng, men mỏng, các cạnh cưa không hiện diện ở răng và sở hữu nhiều vân răng dọc. Vì rất ít điều về sọ của Spinosaurus được biết đến vào thời điểm đó, những điểm tương đồng này đủ để các tác giả gợi ý một danh pháp đồng nghĩa cơ sở khả thi của Irritator với Spinosaurus. Sues và đồng nghiệp lưu ý rằng ta cần nhiều vật liệu hộp sọ chồng chéo hơn để chẩn đoán thêm. Khi thêm các hộp sọ của Spinosaurus được biết đến, nghiên cứu sau đó đã duy trì việc tách hai đơn vị này ra thành hai loài riêng biệt.
Mặc dù địa điểm khám phá của mẫu vật đầu không chắc chắn, nó có lẽ bắt nguồn từ Hệ tầng Romualdo (trước đây được chỉ định là Đơn vị Romualdo của Hệ tầng Santana). Khẳng định này đã được xác nhận bởi các vi hóa thạch của chi Pattersoncypris, và vảy cá từ chi ichthyodectid Cladocyclus, cả hai đều được tìm thấy ở thành hệ Romualdo. Chất vấn những người buôn hóa thạch địa phương ám chỉ một nơi gần làng Buxexé bên cạnh Santana Do Cariri ở sườn Chapada do Araripe, có độ cao khoảng 650 mét (2.130 ft). Do thành hệ Romualdo nằm ở đó và ma trận đá bao bọc mẫu định danh có cùng màu sắc và kết cấu giống như những loại đá được tìm thấy ở đó, nên vùng này có khả năng là địa điểm phát hiện ra hóa thạch. Irritator challengeri là loài khủng long đầu tiên được mô tả từ thành hệ Romualdo, và mẫu vật của nó đại diện cho hộp sọ spinosaurid được bảo quản hoàn chỉnh nhất từng được biết.

### Danh pháp đồng nghĩa củaAngaturama limai

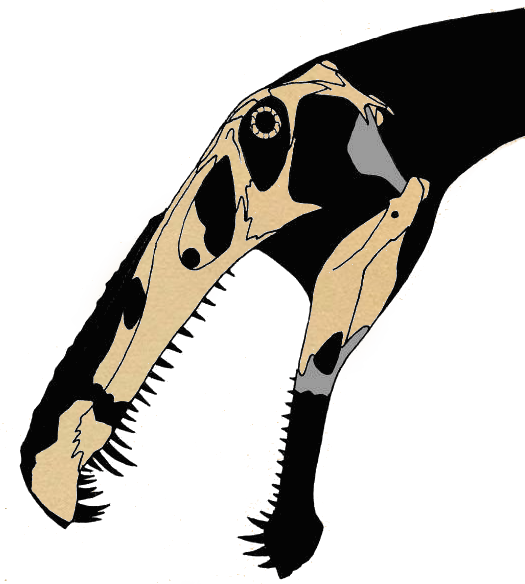
Các yếu tố đã biết của chi Irritator được minh họa bởi các nhà cổ sinh vật học Jaime A. Headden; đầu mõm thuộc về mẫu Angaturama.

Angaturama limai, một loài spinosaurid khác cùng niên đại với Irritator challengeri, được mô tả bởi các nhà cổ sinh vật học người Brazil Alexander WA Kellner và Diogenes de Almeida Campos vào tháng 2 năm 1996. Hiện nay, theo mẫu số USP GP/2T-5 tại Đại học São Paulo, mẫu vật bao gồm một đầu mõm bị cô lập từ hệ tầng Romualdo. Nó được chiết xuất từ một hòn nhỏ bằng cách sử dụng kỹ thuật ban đầu được phát triển cho hóa thạch của dực long. Tên chi có liên quan đến Angaturama, một linh thần bảo hộ trong văn hóa thổ dân của người Tupi ở Brazil. Tên cụ thể vinh danh nhà cổ sinh vật học quá cố người Brazil Murilo R. de Lima, người đã thông báo cho Kellner về mẫu vật vào năm 1991.

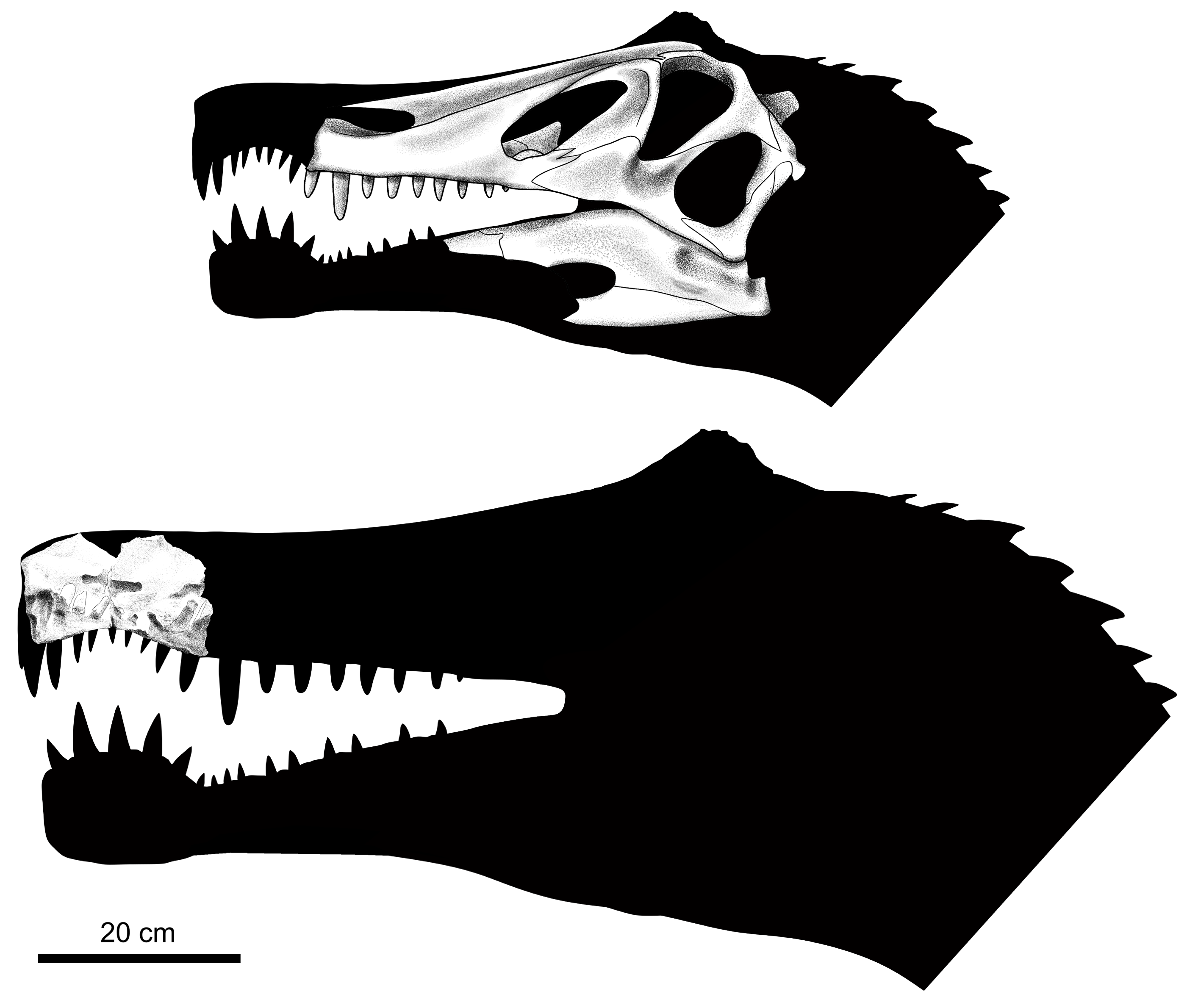
Mẫu định danh của Irritator challengeri và Angaturama limai ở đây, cho thấy loài sau có hộp sọ to hơn và cái răng thứ 3 trùng lặp nhau, đề xuất bởi Sales và Schultz năm 2017

Năm 1997, các nhà cổ sinh vật học người Anh Alan J. Charig và Angela C. Milner đã coi Angaturama là một danh pháp đồng nghĩa cơ sở của Irritator, lưu ý rằng cả hai chi có lỗ mũi rút lại, sở hữu hàm dài và răng hàm spinosaurid đặc trưng. Paul Sereno và các đồng nghiệp vào năm 1998 đã đồng ý với khả năng này, và cũng quan sát thêm rằng mẫu định danh của Angaturama dường như hoàn thành mẫu của Irritator (có nghĩa là chúng có thể thuộc cùng một mẫu vật). Các tác giả bao gồm Éric Buffetaut và Mohamed Ouaja năm 2002,[17] Cristiano Dal Sasso và các đồng nghiệp năm 2005,[13] Tor G. Bertin năm 2010,[18] Darren Naish năm 2013,[19] với Madani Benyoucef và các đồng nghiệp năm 2015 đã hỗ trợ kết luận này. Trong bản phục dựng của Irritator, Sues và các đồng nghiệp đã chỉ ra rằng cả hai mẫu đều hẹp như nhau và có chung các răng tròn theo mặt ngang với các cạnh răng không sắc. Họ cũng lưu ý rằng một đỉnh dọc giữa trên mảnh tiền mõm trên của Angaturama có thể tương thích với xương mũi của Irritator. Một số phản đối đã được đưa ra về khẳng định này. Kellner và Campos năm 2000 và nhà cổ sinh vật học người Brazil Elaine B. Machado và Kellner năm 2005 bày tỏ quan điểm rằng các hóa thạch đến từ hai chi khác nhau, và mẫu định danh của Angaturama limai rõ ràng bị nén bên nhiều hơn so với Irritator challengeri.
Một đánh giá về cả hai mẫu hóa thạch của các nhà cổ sinh vật học Brazil Marcos AF Sales và Cesar L. Schultz vào năm 2017 đã lưu ý rằng các mẫu vật cũng khác nhau ở một số khía cạnh: mẫu vật Irritator có màu sáng hơn và bị ảnh hưởng bởi vết nứt dọc, trong khi mẫu Angaturama mang nhiều lỗ sâu răng; thiệt hại răng ở mẫu Irritator challengeri cũng ít nghiêm trọng hơn nhiều. Sales và Schultz cũng xác định được một điểm trùng lặp có thể xảy ra, răng của hàm trên bên trái thứ ba và quan sát thấy hộp sọ của Angaturama có thể lớn hơn Irritator dựa trên tỷ lệ của chi Baryonyx có liên quan họ hàng. Do đó, họ kết luận rằng hai mẫu vật không thuộc về cùng một cá thể, Sales và Schultz lưu ý rằng sự đồng nghĩa ở cấp độ chi sẽ cần phải được xác minh bằng các dấu tích trùng lặp nhiều hơn. Nếu Angaturama và Irritator được coi là thành viên của cùng một chi, thì chi Irritator sẽ là tên khoa học hợp lệ theo các quy tắc ưu tiên, vì tên này được đặt trước một tháng.

## Miêu tả

So sánh kích thước của các spinosaurid (Irritator màu xanh lá, xa bên phải) với một con người

Ngay cả theo ước tính kích thước tối đa, Irritator vẫn nhỏ hơn hẳn các spinosaurid đã biết khác. Gregory S. Paul đã tính toán chiều dài của nó vào mức 7,5 mét (25 ft) và trọng lượng ở mức 1 tấn (1,1 tấn Mỹ). Thomas R. Holtz Jr. đã công bố ước tính cao hơn 8 mét (26 ft), với trọng lượng từ 0,9 đến 3,6 tấn (0,99 đến 3,97 tấn Mỹ). Ước tính của Dougal Dixon thấp hơn với chiều dài vào cỡ 6 mét (20 ft) và chiều cao 2 mét (6,6 ft). Khi được Aureliano và các đồng nghiệp tính toán lại, các bản phục dựng từ nghiên cứu của Sales và Schultz đã cho ra chiều dài 6,5 mét (21 ft) với mẫu định danh Irritator challengeri, và 8,3 mét (27 ft) cho mẫu Angaturama limai. Một số xương sọ của mẫu định danh trước đây chưa hoàn toàn đồng thạch hóa (hợp nhất lại), chỉ ra rằng mẫu vật này là một con cận trưởng thành. Bộ xương spinosaurid một phần MN 4819-V đại diện cho một cá thể có kích thước trung bình, được Machado ước tính có chiều dài từ 5 đến 6 mét (16 đến 20 ft). Nhiều yếu tố từ mẫu vật này đã được tích hợp vào khung xương trong Bảo tàng Quốc gia Rio de Janeiro, với chiều dài 6 mét (20 ft) và chiều cao 2 mét (6,6 ft). Tuy nhiên, spinosaurid từ hệ tầng Romualdo có thể đạt được kích thước lớn hơn. Mặc dù LPP-PV-0042 chỉ được đại diện bởi một mảnh xương chày, Aureliano và các đồng nghiệp đã ước tính chiều dài của nó vào khoảng 10 mét (33 ft). Mô học xương chỉ ra rằng cá thể này là một con cận trưởng thành, nên con vật trưởng thành sẽ to hơn.

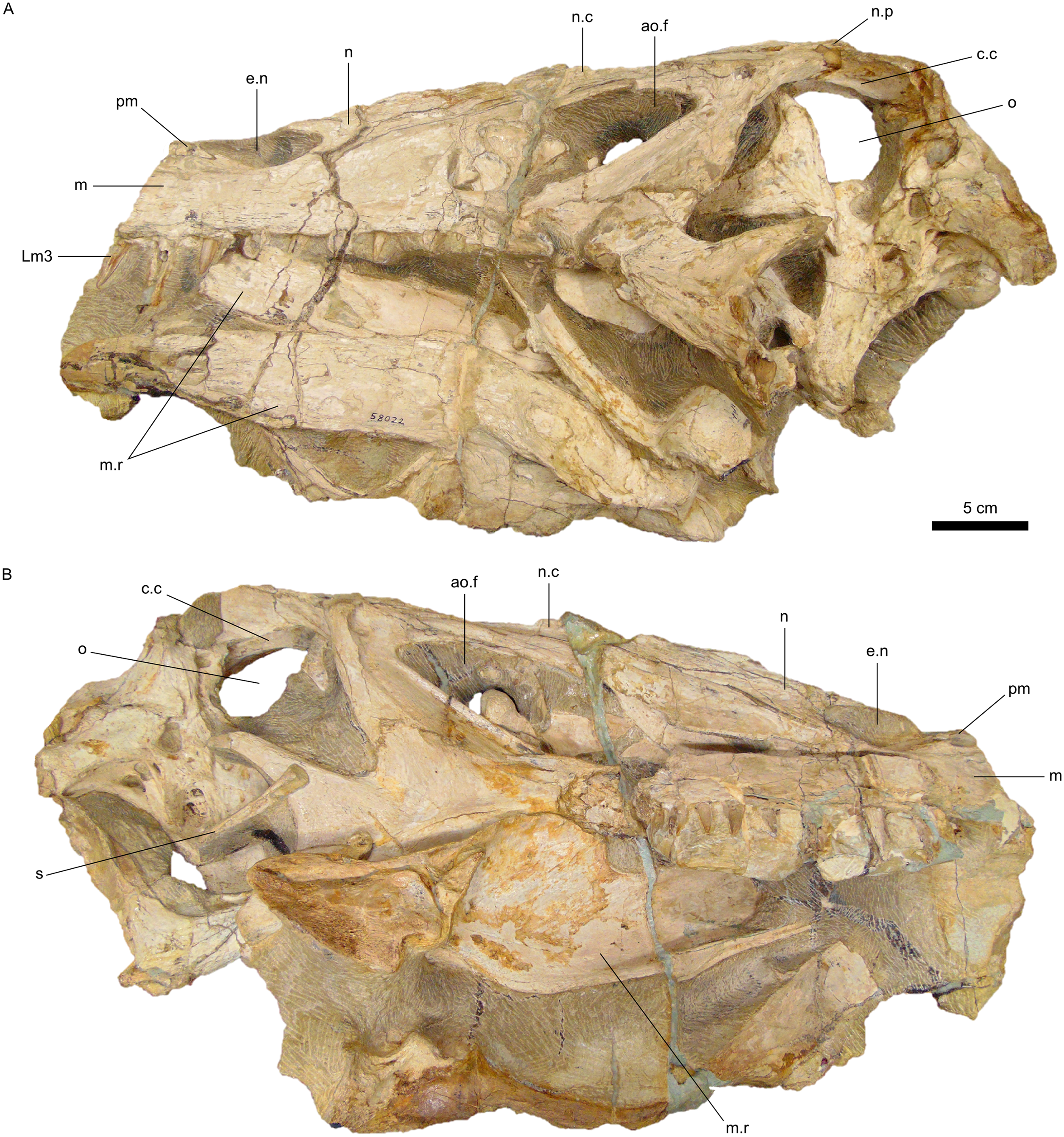
Hộp sọ mẫu định danh của Irritator challengeri từ bên trái (phía trên) và từ bên phải

Hộp sọ mẫu của Irritator challengeri, mặc dù bị hư hại nặng ở một số phần, hầu hết rất hoàn chỉnh; chỉ thiếu phần đầu mõm và phần trước của xương hàm dưới. Hộp sọ được bảo quản cao 16,5 cm (6,5 in) và rộng 10 cm (3,9 in), chiều dài đầy đủ của nó được ước tính vào khoảng 60 cm (24 in), dựa trên so sánh với chi Baryonyx. Hộp sọ của nó dài, hẹp và có hình tam giác theo mặt cắt ngang. Hộp sọ nghiêng về phía sau, và sâu hơn là dài. Mở rộng từ đấy là một mõm thon dài và thấp, với cả hai bên tương đối bằng phẳng và hơi hướng về phía giữa hộp sọ. Chỉ có các đầu phía sau của mảnh tiền mõm trên đã ghép nối vẫn còn nguyên vẹn, tạo thành các đường viền trên và dưới phía trước của các lỗ bên ngoài (lỗ mũi xương). Như trong tất cả các spinosaurid khác, xương hàm trên kéo dài xuống bên dưới và qua lỗ mũi theo một nhánh dài, thấp tạo thành đường viền dưới của lỗ mở này, do đó tách rời xương hàm và xương mũi ở vị trí đó. Các xoang hàm trên của Irritator (nằm trong phần thân của xương hàm trên) có một lỗ mở hình bầu dục lớn, như ở chi Allosaurus. Các lỗ mũi có hình bầu dục và, như trong tất cả các spinosaurid khác, nằm xa hơn về phía trên hộp sọ so với trong các khủng long chân thú thông thường. Lỗ mũi của Irritator vừa cân xứng và nhỏ hơn hoàn toàn so với ở Suchomimus và Baryonyx, nhưng lớn hơn so với Spinosaurus. Lỗ mở phía sau hốc mắt, cửa sổ thái dương bên, rất lớn, trong khi cửa sổ trước hố mắt, dài và hình elip. Bản thân hốc mắt sâu và rộng hơn ở đỉnh (nơi đặt nhãn cầu) so với đáy. Xương lệ tách rời hốc mắt với cửa sổ trước hố mắt, tạo thành các lề phía trên và phía dưới của phần sau với hai bướu bao quanh một góc 40 độ; tương tự như ở Baryonyx, nơi nó bao quanh góc 35 độ. Không giống như ở Baryonyx, xương lệ của Irritator không tạo thành một lõi sừng. Xương trước trán to và cứng cáp, trong khi xương trán mỏng hơn, nằm phía sau, nhẵn và lõm ở trên; cả hai xương này tạo thành vành trên của hốc mắt.

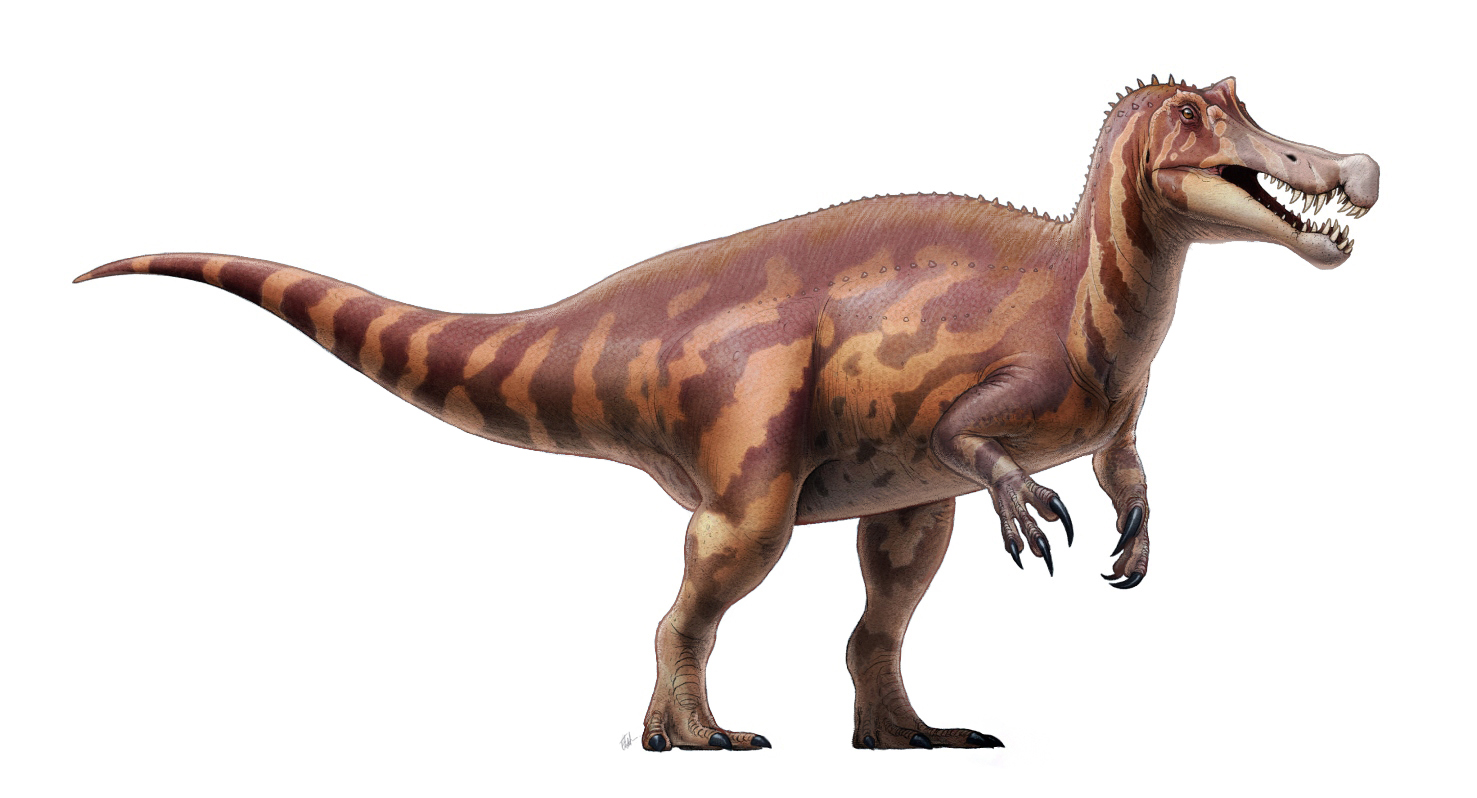
Phục dựng nghệ thuật kết hợp mẫu Irritator và Angaturama

Một đỉnh dọc giữa mỏng, được tạo nên từ xương mũi thon dài, chạy lên theo đường giữa của sọ trước khi dừng lại ngay phía trên mắt tại một cái bướu hơi phẳng. Mặc dù hình dạng và chiều cao hoàn chỉnh của cấu trúc này chưa được biết đến ở Irritator, những mào đầu này là phổ biến trong nhóms pinosaurid, có thể phục vụ chức năng phô trương khi con vật còn sống. Phần được bảo tồn của mào Irritator sâu nhất ở phía trên cửa sổ trước hố mắt và thiếu các đường vân dọc nhìn thấy ở đỉnh của Spinosaurus. Giống như họ hàng, Irritator sở hữu một cấu trúc dài và tạo từ xương trên mái miệng gọi là vòm miệng thứ cấp, ngăn cách miệng với khoang mũi. Đây là một đặc điểm được quan sát thấy ở cá sấu còn sống, nhưng vắng mặt ở hầu hết các loài khủng long chân thú. Ngoài ra, Irritator có hai lỗ mở bổ sung trên mái sọ (được gọi là của sổ sau lỗ mũi) cũng như các bướu dưới xương bướm (phần kéo dài nối hộp sọ với vòm miệng) dài và chỉ sót lại một phần. Mặt sau của hàm dưới khá sâu, mặt trên phía sau của nó bao gồm chủ yếu là xương trên góc, khớp nối với xương góc nông hơn ngay bên dưới nó. Cửa sổ hàm dưới, một lỗ mở sang hai bên ở hàm dưới, có hình bầu dục và tương đối lớn. Xương răng (xương mang răng của hàm dưới) chưa được tìm thấy, chỉ có một tàn dư khả thi phía trước xương trên góc. Mẫu định danh của Irritator challengeri độc nhất ở chỗ nó là một trong số ít hóa thạch khủng long phi chim (hoặc không phải là chim) được tìm thấy với các xương bàn đạp được bảo tồn.

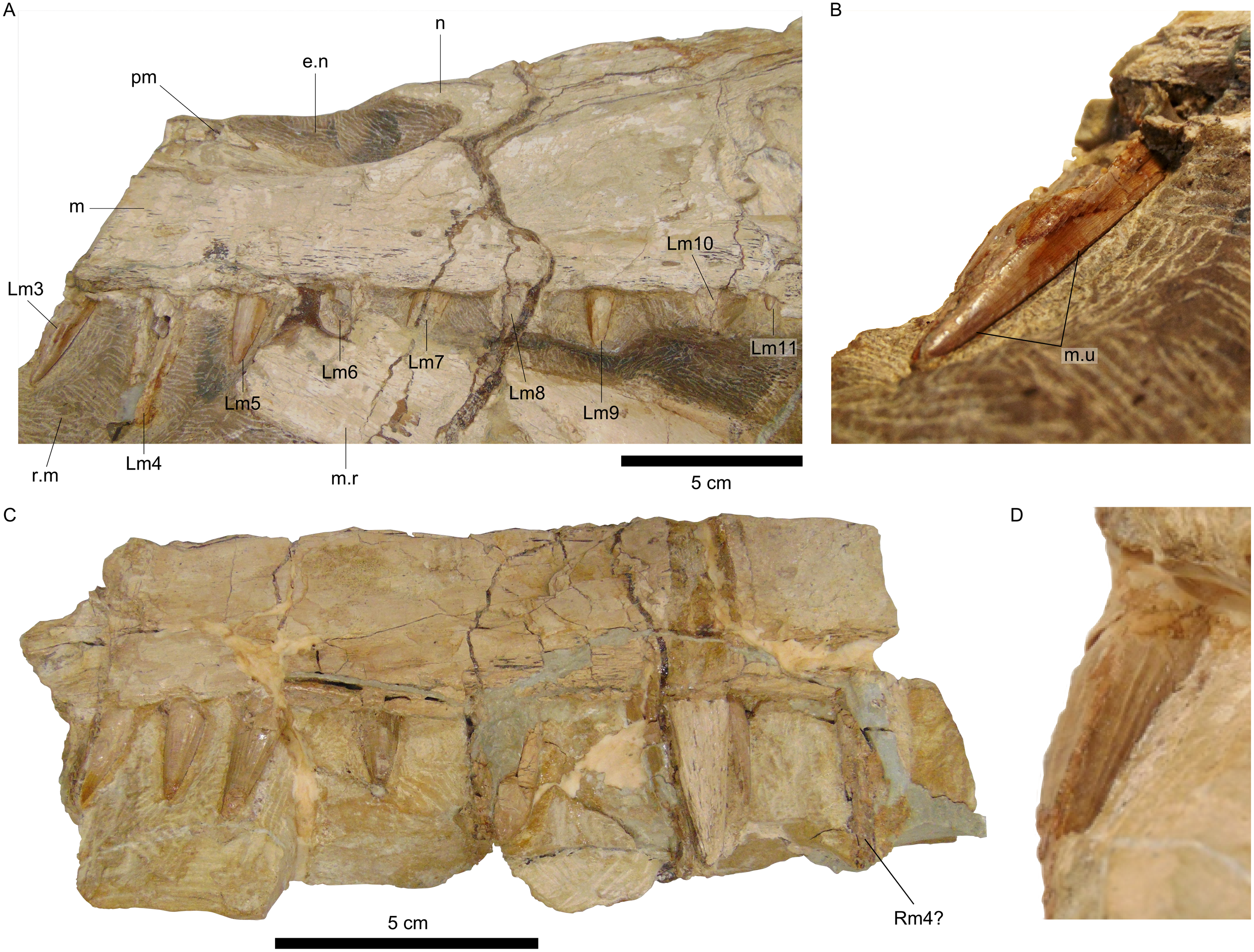
Cận cảnh hàm trên và răng của Irritator

Irritator có răng hình nón thẳng hoặc hơi cong, rất sắc nhưng không có các cạnh cưa. Những đường vân dọc chạy trên thân răng của nó, một đặc điểm răng phổ biến trong các spinosaurid. Cả hai bên răng của Irritator đều sở hữu các đường vân, như ở Spinosaurus, trong khi chi Baryonyx chỉ có chúng ở bên răng hướng vào trong. Răng của Irritator có hình tròn ở mặt cắt ngang, trái ngược với thiên hướng dẹt bên của hầu hết các loài khủng long chân thú. Men răng (lớp đầu tiên của răng) mỏng, với cấu hình nhăn nheo cũng được quan sát thấy ở Baryonyx. Cả hai xương hàm trên của Irritator đều bảo tồn chín chiếc răng, mặc dù bộ răng của hàm trên bên trái còn nguyên vẹn hơn và có dấu vết của một chiếc răng thứ mười trong ma trận đá. Những chiếc răng được găm sâu vào hàm và cách đều xa nhau về phía trước của hàm trên. Răng hàm thứ nhất và thứ hai được bảo tồn là lớn nhất, với chiều dài 32 mm (1,3 in) và 40 mm (1,6 in).  Bảy chiếc răng còn lại dần dần nhỏ hơn khi đi về phía sau, một trong những chiếc răng cuối cùng có kích thước 6 mm (0,24 in) theo chiều dài thân răng ước tính. Quét CT được thực hiện trên mẫu vật hé lộ các răng thay thế ở cả hai bên hàm trên. Rễ của chúng chạy sâu vào hàm trên và hội tụ lại gần đường giữa, gần tới được đỉnh sọ. Dựa trên so sánh với các họ hàng thân cận của Irritator, xương hàm trên có thể được lót bởi tổng cộng 11 chiếc răng, tương tự như con số 12 răng ở mẫu MSNM V4047, một hóa thạch hàm trên của Spinosaurus. Chiếc răng cuối cùng của hàm trên bên trái của mẫu vật Irritator vẫn chưa mọc lên hoàn toàn, và ta chỉ có thể nhìn thấy đầu răng của nó.

### Khung xương hậu sọ

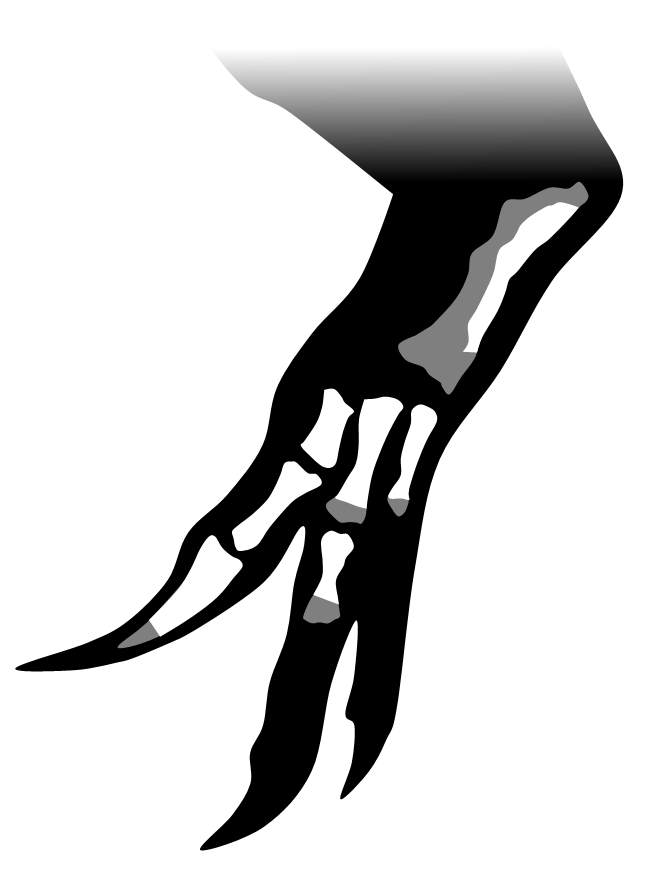
Xương tay và cánh tay của mẫu MN 4819-V, bàn tay spinosaurid hoàn thiện nhất từng được biết

Mặc dù không có bộ xương nào được phát hiện cùng với đầu mõm của chi Angaturama ban đầu, bộ xương một phần (mẫu MN 4819-V) từ một nơi khác có thể thuộc về chi. Nhưng vì không có vật liệu trùng lặp giữa hai mẫu này, các nhà khoa học không thể so sánh chúng trực tiếp. MN 4819-V bao gồm một xương chậu còn nguyên vẹn, một số đốt sống lưng và đuôi, năm đốt sống hông, một xương chày phải và một phần xương cẳng chân và xương đùi, hầu hết xương đùi phải và một phần của xương cẳng tay. Nó cũng có bàn tay hoàn chỉnh nhất được biết đến từ một loài spinosaurid, bao gồm các xương bàn tay, các ngón tay, một khối xương cổ tay và một móng vuốt. Giống như trong tất cả các spinosaurid, móng vuốt của ngón tay thứ nhất (ngón cái) cong mạnh mẽ và mở rộng.
Khung chậu được bảo quản tốt, với bên phải có khớp nối tốt hơn so với bên trái. Các đốt sống xương hợp nhất vẫn được gắn vào xương chậu, thiếu đầu xa của cả hai xương mu và đốt háng (xương hông dưới nhất và sau nhất). Cánh chậu (xương hông chính) dài 55,3 cm (21,8 in). Bướu trước ổ cối (mở rộng phía trước) của cánh chậu được uốn cong về phía dưới và có phần ngắn hơn và sâu hơn so với bướu sau ổ cối (mở rộng phía sau). Các bướu tiền ổ cối đã được mở rộng một chút ở phía trước, trái ngược với điều kiện mảnh mai hơn của bướu sau ổ cối. Các lỗ mở nhỏ (rãnh ở dưới cùng của bướu sau ổ cối) rát lõm, cũng như rìa phía sau của khung chậu. Xương mu có một vết khía trám bịt tương đối lớn và gần như kín, một vết lõm ở rìa dưới của phần phía sau của xương cho phép dây thần kinh bịt đi qua. Các gai thần kinh hướng lên trên của xương cùng được kéo dài, điển hình trong spinosaurid. Trong đời thực, những gai này sẽ được bao phủ bởi da, tạo thành một "cánh buồm" trên lưng con vật. MN 4819-V được phân biệt với Suchomimus do cánh chậu dài hơn và nông hơn với rìa trên ít cong hơn, và Baryonyx bởi có bướu trám bịt phát triển hơn, cấu trúc giống như lưỡi dao ở đáy của ụ ngồi.

## Hệ thống học
Martill và nhóm của ông ban đầu đã phân loại Irritator thuộc nhánh maniraptoran trong nhánh Bullatosauria (một nhóm không còn được coi là đơn ngành), họ hàng gần gũi với các loài khủng lòng có lông vũ, ornithomimosaur và troodontid. Cho rằng hình thái răng của chúng, đặc biệt là cái mõm dài và cái mào hình vây giả định là những đặc điểm chưa được biết đến ở các "maniraptoran" khác, các nhà nghiên cứu đã dựng lên họ Irritatoridae mới trong nhánh. Họ đã nhận ra mối quan hệ của Irritator với Spinosaurus, ở chỗ cả hai đều có hình dạng tương tự và răng không có cạnh cưa, nhưng lưu ý rằng hàm dưới của chi Spinosaurus sẽ không giống với hàm trên của Irritator và các loài khủng long phi chim khác như Compsognathus và Ornitholestes  cũng không sở hữu các cạnh răng cưa nào trên răng của chúng. Một số trong những tuyên bố này đã bị đặt dấu hỏi vào năm 1996 bởi Kellner, người đã phát hiện ra rằng hộp sọ của Irritator thiếu một autapomorphy (đặc điểm phân biệt) được chẩn đoán ở maniraptoran vào thời điểm đó, có xương má hình thành nên một phần của cửa sổ trước hố mắt. Ông cũng chỉ ra rằng vì kiểu mẫu của Irritator challengeri thiếu đầu mõm, nên không thể biết liệu răng của Spinosaurus có thể bổ sung thêm cho hoàn chỉnh hay không. Dựa trên các so sánh với Spinosaurus, Kellner đã đưa Irritator vào nhóm spinosaurid và đồng nghĩa với Irritatoridae. Irritator sau đó được nhóm vào Baryonychidae cùng với Angaturama, Baryonyx, Suchomimus và Spinosaurus bởi Oliver W.M. Rauhut năm 2003. Thomas Holtz và các đồng nghiệp năm 2004 đã coi Baryonychidae đồng nghĩa với Spinosauridae, và chuyển những chi này sang họ sau. Hầu hết các sửa đổi sau này đã duy trì kiểu phân loại này. Là spinosaurid, Irritator và Angaturama được đặt trong liên họ Megalosauroidea, với Spinosauridae là một đơn vị phân loại chị em khả thi của Megalosauroidea.

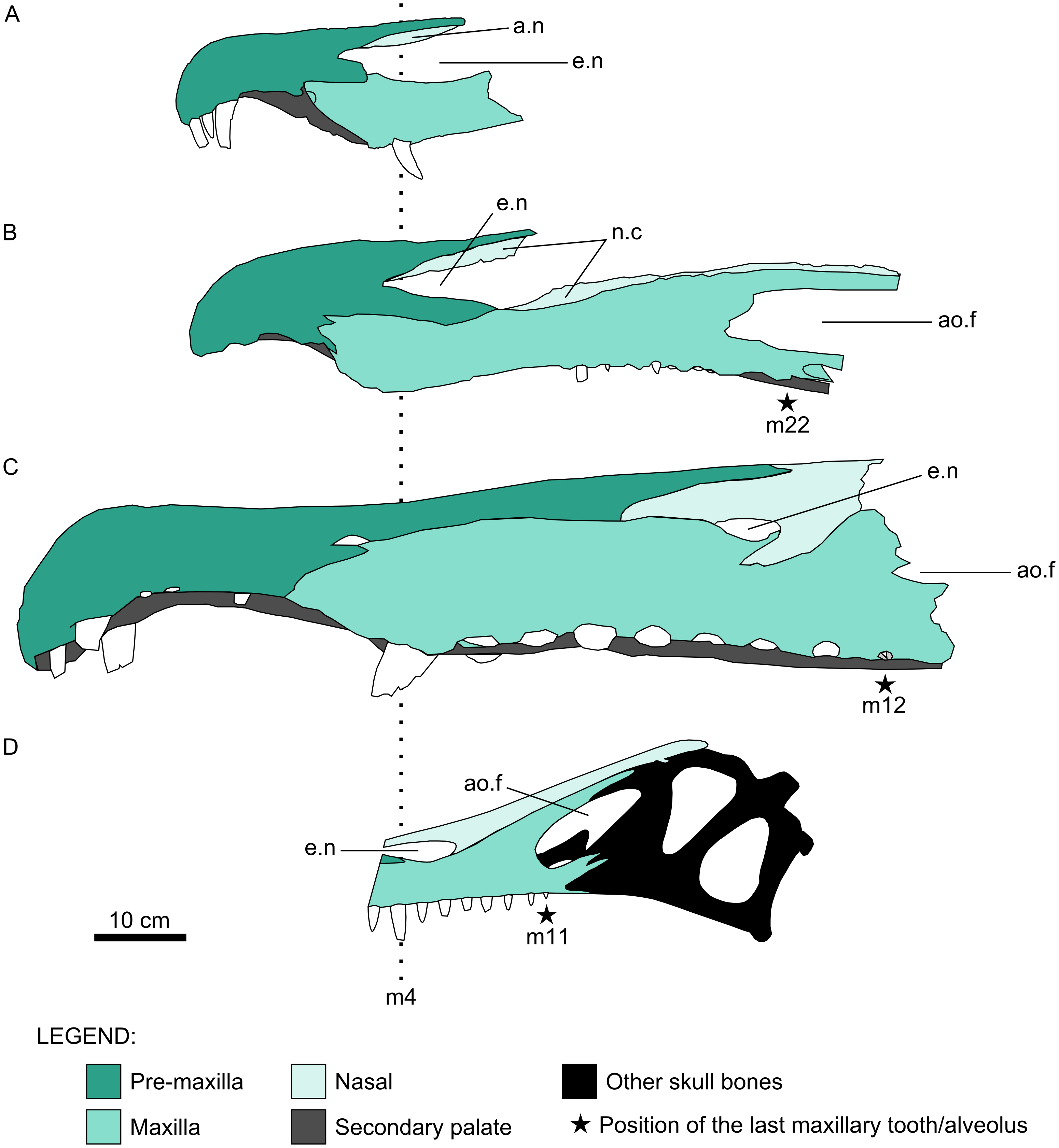
Biểu đồ miêu tả các yếu tố từ hộp sọ của chi Irritator (dưới) và các spinosaurid khác, so sánh vị trí tương đối của các lỗ mũi bên ngoài, hay lỗ mũi xương

Năm 1998, Sereno và các đồng nghiệp đã xác định hai phân họ trong Spinosauridae dựa trên các đặc điểm của hộp sọ và răng. Chúng là Spinosaurinae, nơi họ đặt Spinosaurus và Irritator; và Baryonychinae, mà họ đã chỉ định các chi Baryonyx, Suchomimus và Cristatusaurus. Spinosaurine được phân biệt bởi răng không có cạnh cưa, thẳng hơn và cách nhau rộng hơn, cũng như răng đầu tiên nhỏ hơn của mảnh tiền mõm trên. Vào năm 2005, Dal Sasso và các đồng nghiệp đã cho rằng lỗ mũi của Irritator nằm phía trên ở giữa hàng răng của hàm trên; nhiều hơn về phía sau so với ở baryonychine, nhưng không xa bằng của Spinosaurus. Sales và Schultz vào năm 2017 đã phát hiện ra rằng lỗ mũi của Irritator trên thực tế nằm gần hơn về phía trước hàm, như ở Baryonyx và Suchomimus; vị trí lỗ mũi phía trước này thường được coi là đặc trưng của các baryonychine. Tuy nhiên, Irritator cũng có những chiếc răng không có cạnh răng, một đặc điểm liên quan đến spinosaurine. Do đó, Sales và Schultz lưu ý rằng spinosaurine Irritator và Angaturama từ lưu vực Araripe có thể đại diện cho dạng tiến hóa trung gian giữa baryonychine trước đó và spinosaurine, và nghiên cứu sâu hơn cuối cùng có thể đưa ra một nhóm cận ngành (không tự nhiên).
Irritator được phân biệt rõ hơn với Baryonyx, Suchomimus và Cristatusaurus do chúng có gấp hai lần số răng ở hàm trên và khác với Spinosaurus do các lỗ mũi tương đối lớn hơn và có vị trí về phía trước hơn, không giống như ở Spinosaurus. Đỉnh dọc giữa hẹp, kết thúc với một cục bướu giống như núm phía trên mặt trước, đây là một autapomorphy (đặc điểm độc nhất) khác, tách Irritator khỏi các spinosaurid khác. Mặc dù mõm của Angaturama limai hẹp hơn so với các loài spinosaurid khác, nhưng đặc điểm này có thể là do thiệt hại hậu hóa thạch; mẫu vật một phần bị nghiền nát và vỡ ở rìa dưới của nó, với một số răng được bảo tồn đã bị cắt dọc theo chiều dài của chúng. Do đó, autapomorphy hợp lệ duy nhất của Angaturama là đỉnh dọc giữa của nó, nó kéo dài ra xa hơn trên mỏ và phóng đại hơn so với các hộp sọ spinosaurid đã biết khác.
|  | Baryonyx   |
|  |            |
|  | Suchomimus |
|  |            |

|  | Irritator   |
|  |             |
|  | Spinosaurus |
|  |             |

|  | Baryonyx   |
|  |            |
|  | Suchomimus |
|  |            |

|  | Irritator   |
|  |             |
|  | Spinosaurus |
|  |             |

|  | Baryonyx   |
|  |            |
|  | Suchomimus |
|  |            |

|  | Irritator   |
|  |             |
|  | Spinosaurus |
|  |             |

|  | Baryonyx   |
|  |            |
|  | Suchomimus |
|  |            |

|  | Irritator   |
|  |             |
|  | Spinosaurus |
|  |             |

|  | Baryonyx   |
|  |            |
|  | Suchomimus |
|  |            |

|  | Irritator   |
|  |             |
|  | Spinosaurus |
|  |             |

|  | Baryonyx   |
|  |            |
|  | Suchomimus |
|  |            |

|  | Irritator   |
|  |             |
|  | Spinosaurus |
|  |             |

|  | Baryonyx   |
|  |            |
|  | Suchomimus |
|  |            |

|  | Irritator   |
|  |             |
|  | Spinosaurus |
|  |             |

|  | Baryonyx   |
|  |            |
|  | Suchomimus |
|  |            |

|  | Irritator   |
|  |             |
|  | Spinosaurus |
|  |             |

|  | Angaturama                                              |
|  |                                                         |
|  | \| \| Oxalaia \| \| \| \| \| \| Spinosaurus \| \| \| \| |
|  |                                                         |
|  | Oxalaia                                                 |
|  |                                                         |
|  | Spinosaurus                                             |
|  |                                                         |

|  | Oxalaia     |
|  |             |
|  | Spinosaurus |
|  |             |

|  | Angaturama                                              |
|  |                                                         |
|  | \| \| Oxalaia \| \| \| \| \| \| Spinosaurus \| \| \| \| |
|  |                                                         |
|  | Oxalaia                                                 |
|  |                                                         |
|  | Spinosaurus                                             |
|  |                                                         |

|  | Oxalaia     |
|  |             |
|  | Spinosaurus |
|  |             |

|  | Angaturama                                              |
|  |                                                         |
|  | \| \| Oxalaia \| \| \| \| \| \| Spinosaurus \| \| \| \| |
|  |                                                         |
|  | Oxalaia                                                 |
|  |                                                         |
|  | Spinosaurus                                             |
|  |                                                         |

|  | Oxalaia     |
|  |             |
|  | Spinosaurus |
|  |             |

|  | Angaturama                                              |
|  |                                                         |
|  | \| \| Oxalaia \| \| \| \| \| \| Spinosaurus \| \| \| \| |
|  |                                                         |
|  | Oxalaia                                                 |
|  |                                                         |
|  | Spinosaurus                                             |
|  |                                                         |

|  | Oxalaia     |
|  |             |
|  | Spinosaurus |
|  |             |

## Cổ sinh vật học

### Chế độ ăn và săn mồi

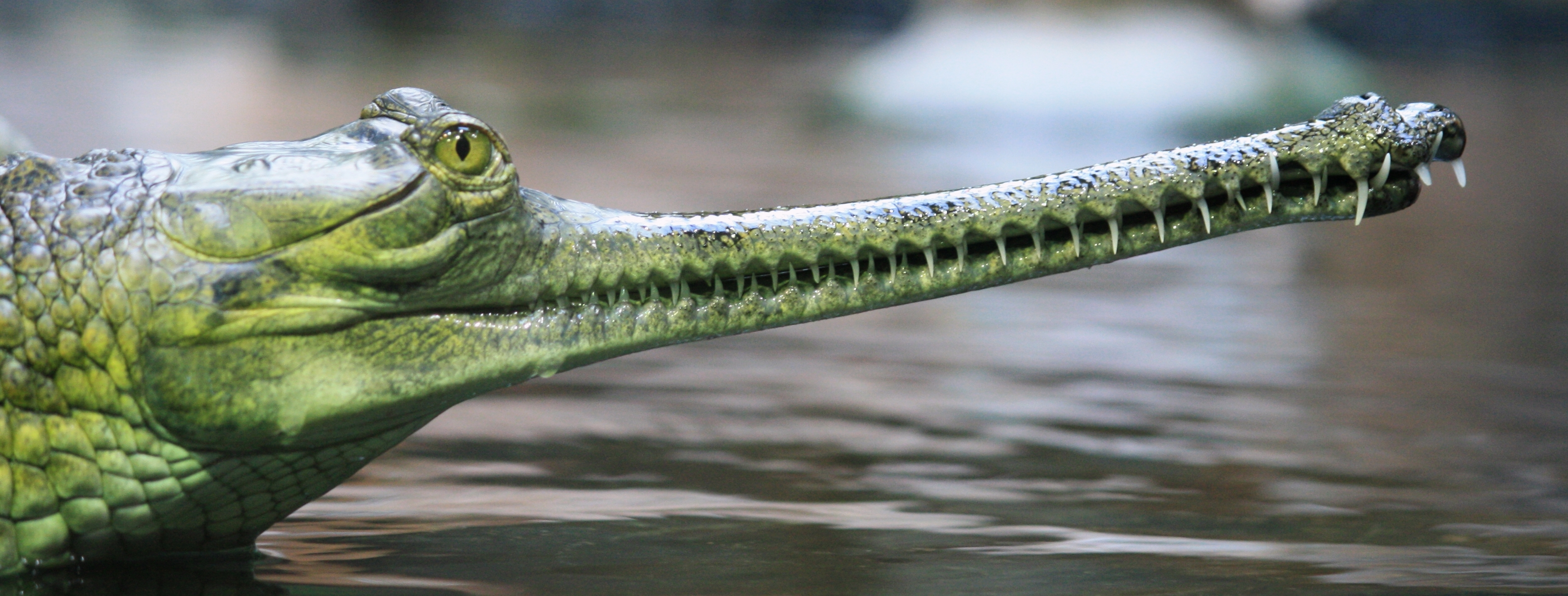
Đầu của một con cá sấu Ấn Độ, rất giống với đầu của Irritator

Năm 1996, Martill và các đồng nghiệp đã đưa ra giả thuyết rằng Irritator challengeri, với mõm thon dài và răng hình nón không có cạnh răng cưa, có khả năng chi này chỉ ăn riêng cá. Mặc dù phần lớn hình thái của mẫu định danh hóa ra khác biệt hơn nhiều so với họ nghĩ, các nghiên cứu sau này đã ủng hộ những quan sát này. Các spinosaurid có hàm rất hẹp và thon dài với hàm răng nhọn tương đối đồng chủng, một kiểu sắp xếp được tìm thấy đặc biệt ở các loài động vật như cá sấu Ấn Độ, loài cá sấu còn sống sót chuyên ăn cá. Những chiếc răng hình nón dài, trong spinosaurid không có cạnh răng cưa, thích hợp để tóm và giữ con mồi trơn trượt. Chúng khác với răng của những khủng long chân thú khác, dường như hướng đến việc xé hoặc cắt các bộ phận cơ thể của con mồi.

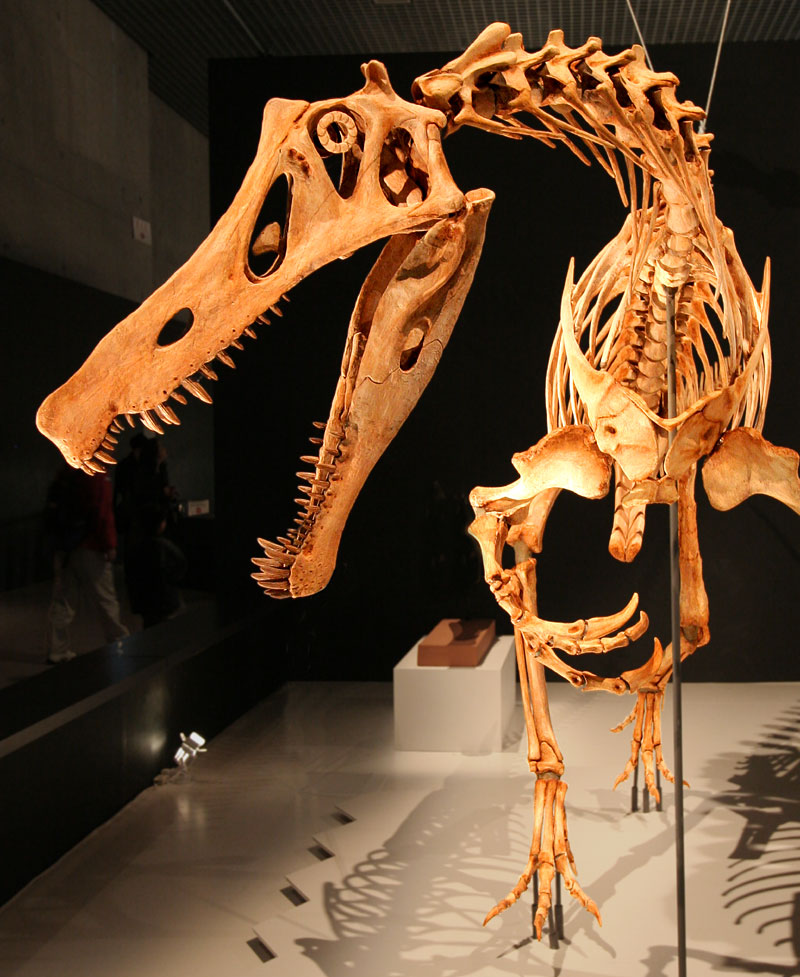
Cận cảnh khung xương phục dựng

Irritator có chung vài đặc điểm với cá sấu chẳng hạn như một vòm miệng thứ cấp cứng và cửa sổ trước hố mắt thu nhỏ lại. Vào năm 2007, một nghiên cứu phân tích nguyên tố hữu hạn của nhà cổ sinh vật học người Anh Emily J. Rayfield và các đồng nghiệp đã phát hiện ra rằng các yếu tố này, cũng có trong các spinosaurid khác, làm cho hộp sọ có khả năng chống xoắn từ lực vùng vẫy của con mồi khi ăn. Các tác giả đã chỉ ra rằng ngược lại, hầu hết các khủng long chân thú khác đều thiếu vòm miệng thứ cấp và có cửa sổ lớn hơn hẳn, đổi sức mạnh lấy kết cấu hộp sọ nhẹ hơn. Các lỗ mũi của Irritator ở xa hơn về phía trán; điều này, cùng với vòm miệng thứ cấp, ngăn cách lỗ mũi của con vật với lỗ miệng của nó, giúp nó hô hấp ngay cả khi hầu hết hàm cảu nó nằm dưới nước hoặc lúc giữ con mồi. Đặc biệt, đỉnh dọc giữa của Irritator là một dấu hiệu cho thấy cơ cổ mạnh mẽ rõ rệt, thích nghi cho việc nhanh chóng đóng hàm để bắt cá khỏi nước và rút đầu ra nhanh chóng. Vào năm 2015, nhà cổ sinh vật học người Đức Serjoscha W. Evers và các đồng nghiệp đã tìm thấy bằng chứng cho sự thích nghi tương tự ở loài đại long xương gai châu Phi Sigilmassasaurus. Các đốt sống cổ của chi này có một mặt dưới với nhiều nếp nhăn. Những nếp này là chỗ gắn cho cơ cổ mạnh mẽ để sử dụng trong bắt cá hoặc nhanh chóng tóm lấy con mồi nhỏ, một đặc điểm cũng được quan sát thấy ở nhiều loài cá sấu và chim còn tồn tại. Sales và Schultz năm 2017 đã phát hiện ra rằng Irritator và các baryonychine có thể dựa nhiều vào khứu giác của chúng để săn mồi hơn là Spinosaurus, vì chúng có lỗ mũi lớn hơn, không xa về phía trán và có nhiều chỗ trong hộp sọ dành cho khoang mũi hơn. Bản thân Spinosaurus có lẽ đã sử dụng các giác quan như thị giác hoặc giác quan cảm nhận cơ học trên mõm của nó, giống như những con cá sấu dùng để cảm nhận các con mồi bơi dưới nước.

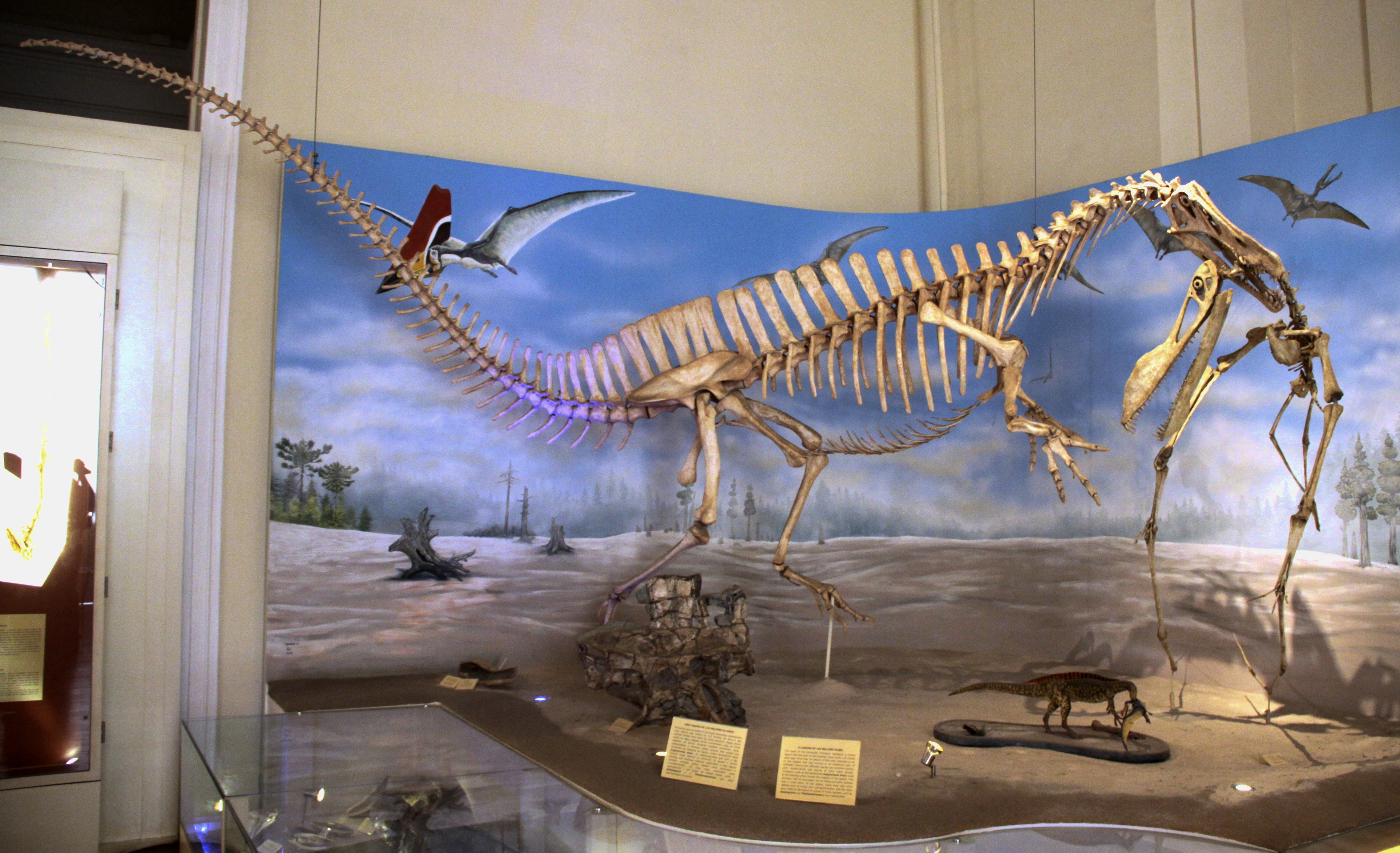
Khung xương trong tư thế vồ bắt một con thằn lằn bay anhanguerid, Bảo tàng Quốc gia Rio de Janeiro

Một đặc điểm khác của spinosaurid cùng chung với cá sấu Ấn Độ là một đầu mõm mở rộng mang một mảng răng lồng ghép hình hoa hồng, rất phù hợp để đâm xuyên và bắt cá. Mặc dù ở một mức độ thấp hơn so với hầu hết các loại spinosaurid được biết đến, đặc điểm này cũng có mặt trong mấu định danh Angaturama limai. Vào năm 2002, Sues và các đồng nghiệp đã chỉ ra, tuy nhiên, sẽ không có lý do gì để cho rằng Spinosauridae chuyên hóa hoàn toàn trong việc đánh bắt cá. Họ nhấn mạnh rằng hình thái đầu này cho thấy chế độ ăn cảu chúng nói chung, chuyên biệt cho các con mồi nhỏ. Trên thực tế, một phần của một con Iguanodon non, một loài khủng long ăn cỏ trên cạn, đã được tìm thấy nằm bên trong bộ xương hóa thạch của một con Baryonyx. Naish và các đồng nghiệp năm 2004 đã ủng hộ giả thuyết rằng Irritator săn cả động vật dưới nước lẫn trên cạn như một loài ăn thịt cơ hội và ngoài ra có lẽ chúng còn ăn cả xác thịt. Một chiếc răng thuộc về Irritator được phát hiện vẫn găm vào cột đốt sống cổ hóa thạch của một loài thằn lằn bay ornithocheirid, cósải cánh dài 3,3 m (11 ft). Điều này chỉ ra rằng Irritator cũng đã ăn dực long, mặc dù không biết liệu chúng có chủ động săn bắt những con vật này hay chỉ đơn giản là xơi hài cốt của chúng. Năm 2018, Aureliano và các đồng nghiệp đã suy đoán một kịch bản có thể đã xảy ra đối với mạng lưới thức ăn của hệ tầng Romualdo. Các nhà nghiên cứu đề xuất rằng spinosaurid từ thành hệ này cũng săn các con cá sấu trên cạn và dưới nước, con non của chính chúng, rùa và khủng long cỡ nhỏ đến trung bình. Điều này nếu đúng sẽ khiến spinosaurid trở thành những động vật săn mồi đầu bảng của hệ sinh thái đó.

### Tập tính thủy sinh
Nhiều spinosaurid có khả năng là những loài bán thủy sinh, như đã được thể hiện trong các nghiên cứu sử dụng các kỹ thuật như phân tích đồng vị và mô học xương. Người ta đã phát hiện ra rằng chúng có thể đã lợi dụng con mồi dưới nước và môi trường thủy sinh (thường là các môi trường duyên hải và ven biển )) để chiếm một hốc sinh thái riêng biệt, do đó tránh cạnh tranh với các loài khủng long chân thú ăn thịt trên cạn. Spinosaurine dường như đã thích nghi với lối sống như vậy hơn là phân họ baryonychine. Một nghiên cứu năm 2018 của nhà cổ sinh vật học người Anh Thomas M. S. Arden và các đồng nghiệp đã kiểm tra hình thái xương sọ spinosaurine cho các đặc điểm thủy sinh khả thi. Họ phát hiện ra rằng xương trán của Irritator, Spinosaurus và Sigilmassasaurus tương tự nhau khi bị uốn cong, lõm trên đỉnh và thu hẹp ở phía trước; các đặc điểm sẽ dẫn đến việc mắt được đặt ở vị trí xa hơn trên đầu so với các khủng long ăn thịt khác. Cụ thể, hàm dưới rộng và mặt trước bị thu hẹp của Irritator dẫn đến các hốc mắt có độ dốc thẳng về phía giữa của hộp sọ, trong khi hầu hết các khủng long ăn thịt đều có hốc mắt nằm ngang. Những đặc điểm này sẽ cho phép động vật nhìn thấy trên mực nước khi đang ngâm dưới nước.
Năm 2018, Aureliano và các đồng nghiệp đã tiến hành phân tích về mảnh xương chày từ thành hệ Romualdo. Quét cắt lớp mẫu vật tại Đại học San Carlos cho thấy sự hiện diện của chứng xơ cứng xương (mật độ xương cao).[22] Tình trạng này trước đây chỉ được quan sát thấy ở Spinosaurus aegyptiacus, tạo điều kiện cho việc chìm dưới nước bằng cách làm cho xương của nó nặng hơn. Sự hiện diện của tình trạng này trên mảnh chân ở Brazil cho thấy xương nhỏ gọn đã tiến hóa trong dòng dõi spinosaurid ít nhất 10 triệu năm trước khi Spinosaurus xuất hiện ở Morocco. Theo phương pháp tạo khung phát sinh chủng loài, một phương pháp được sử dụng để suy ra các đặc điểm chưa biết ở sinh vật bằng cách so sánh chúng với họ hàng của chúng— xơ cứng xương vì vậy có thể rất phổ biến ở các loài Spinosaurinae.[22] Tầm quan trọng của những đặc điểm này đã bị đặt câu hỏi trong một bài báo khoa học năm 2018 sau đó, nơi nhà sinh vật học người Canada Donald Henderson lập luận rằng chứng xơ cứng xương sẽ không làm thay đổi độ nổi của con vật một mức đáng kể.

## Cổ sinh thái học và cổ sinh địa lí học

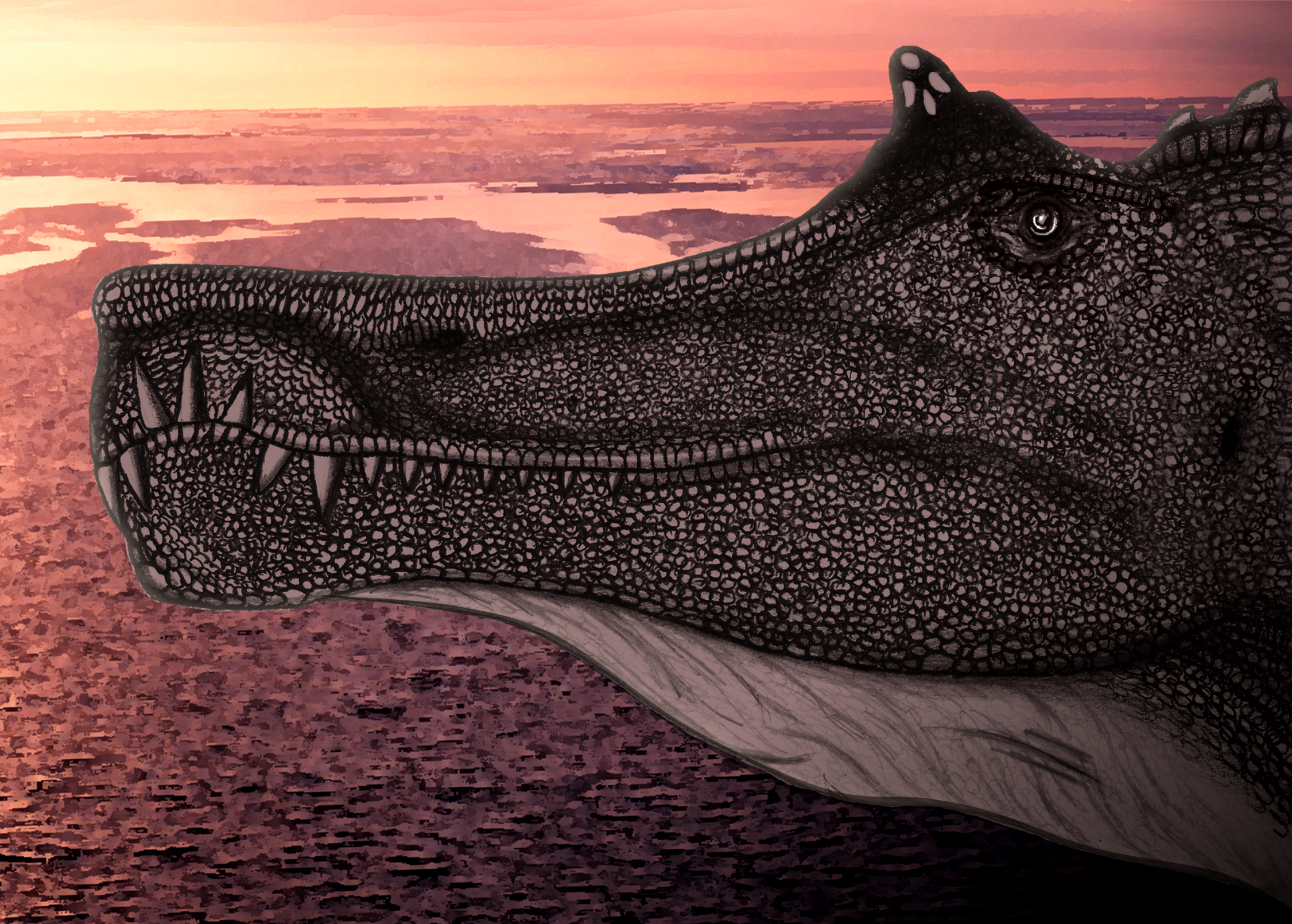
Phục dựng phần đầu

Irritator và Angaturama được biết đến từ thành hệ Romualdo, có những loại đá có niên đại từ giai đoạn Alian thuộc kỷ Phấn trắng sớm, khoảng 110 triệu năm trước. Trong thời gian này, Nam Đại Tây Dương mở rộng, tạo thành một loạt các lưu vực sông ven Đại Tây Dương ở miền nam Brazil và Tây Nam Châu Phi, nhưng phần đông bắc của Brazil và Tây Phi vẫn kết nối với nhau. Hệ tầng Romualdo là một phần của Liên thành hệ Santana và tại thời điểm Irritator được mô tả, thành hệ được cho là một đơn vị địa tầng của cái mà sau đó được coi là thành hệ Santana. Hệ tầng Romualdo là một Lagerstätte (một tầng trầm tích bảo tồn hóa thạch trong điều kiện hoàn hảo) bao gồm các thể kết đá vôi nằm trong đá phiến sét và phủ lên thành hệ Crato. Nó nổi tiếng với các hóa thạch ba chiều trong thể kết đá vôi, bao gồm nhiều hóa thạch dực long. Ngoài ra, các sợi cơ của cả dực long và khủng long, mang hóa thạch, hóa thạch đường tiêu hóa và tim đã được tìm thấy tại đây. Thành hệ được cho là một đầm phá ven biển có nhiều nước ngọt bất thường, liên quan đến các chu kỳ tiến biển và biển thoái. Khí hậu của thành hệ là kiểu nhiệt đới và phần lớn tương ứng với khí hậu Brazil ngày nay.[65] Các khu vực xung quanh thành hệ có khí hậu khô cằn đến bán khô cằn, với hệ thực vật địa phương hầu hết là cây chịu hạn (thích nghi với môi trường khô). Bộ Tuế và cây lá kim tuyệt chủng Brachyphyllum là những loài cây phổ biến nhất.

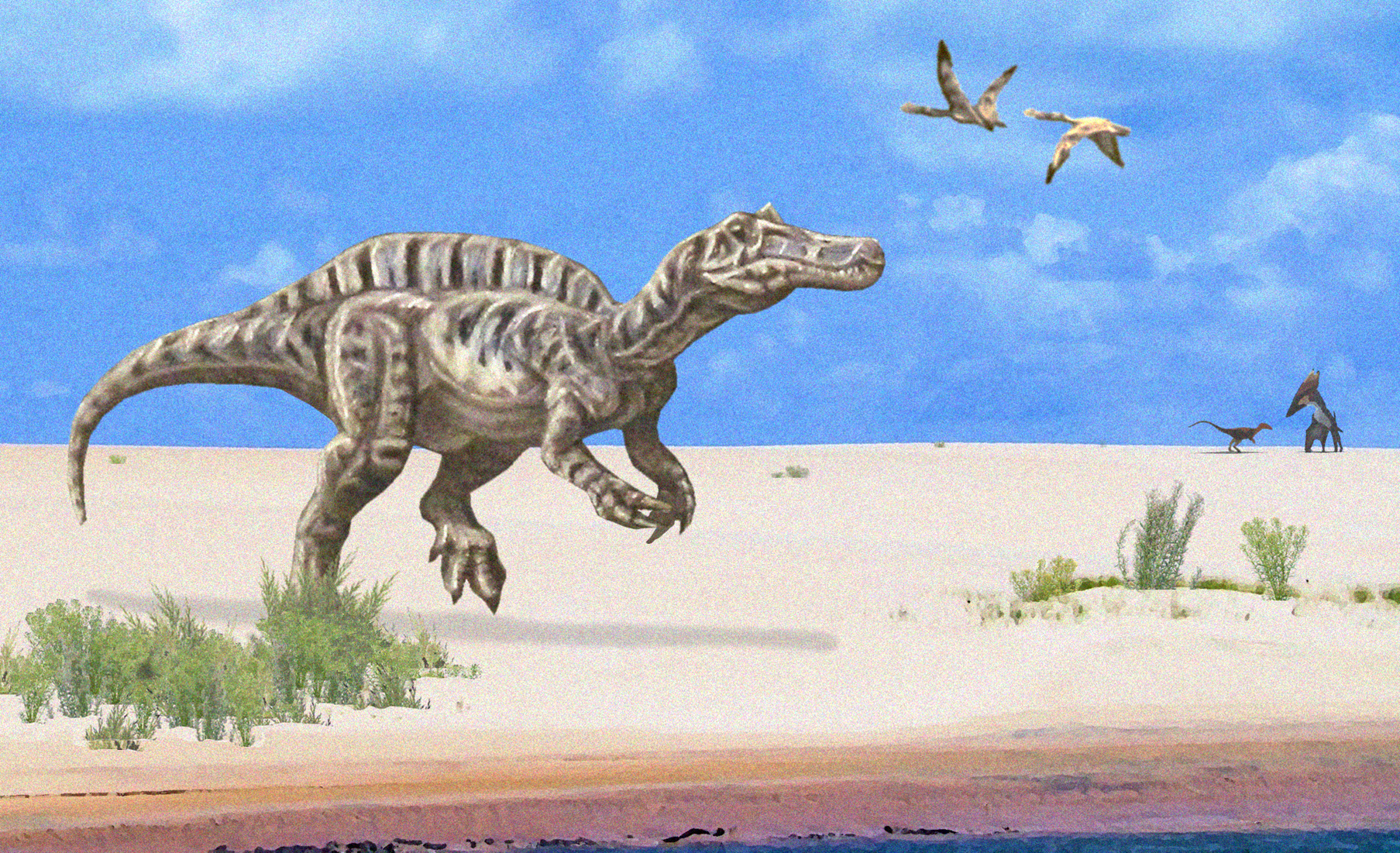
Phục dựng một con Irritator đang đi thám thính ven bờ biển của Thành hệ Romualdo

Môi trường này bị chi phối bởi các loài dực long, bao gồm nhiều chi đa dạng như: Anhanguera, Araripedactylus, Araripesaurus, Brasileodactylus, Araripesaurus, Brasileodactylus, Cearadactylus, Coloborhynchus, Santanadactylus, Tapejara, Thalassodromus, Tupuxuara, Barbosania, Maaradactylus, Tropeognathus, và Unwindia. Hệ động vật khủng long được biết đến bên cạnh Irritator được đại diện bởi các loài khủng long chân thú khác như là tyrannosauroid Santanaraptor, compsognathid Mirischia, một loài unenlagiine dromaeosaurid, and a megaraptoran. và một megaraptora không xác định. Các loài cá sấu Araripesuchus và Caririsuchus, cũng như rùa Brasilemys, Cearachelys, Araripemys, Euraxemys, và Santanachelys, được biết đến từ các vật lắng. Ngoài ra còn có tôm ngao, nhím biển, ostracod và động vật nhuyễn thể. Các hóa thạch cá được bảo quản tốt ghi lại sự hiện diện của: cá mập hybodont, họ Cá giống dài, bộ Cá láng, họ Cá vây cung, ophiopsid, oshuniid, pycnodonti, bộ Cá mõm khiên, cladocyclid, họ Cá mòi đường, họ Cá măng sữa, mawsoniid và một số dạng không xác định. Theo Naish và các đồng nghiệp, sự vắng mặt cảu khủng long ăn cỏ có nghĩa là thảm thực vật địa phương rất ít ỏi và do đó không có khả năng duy trì một số lượng lớn loài gặm cỏ. Các loài khủng long ăn thịt phong phú ở đây sau đó có khả năng đã chuyển sang đời sống săn mồi thủy sinh dồi dào như một nguồn thức ăn chính. Họ cũng đưa ra giả thuyết rằng sau các cơn bão, xác của dực long và cá có thể đã bị cuốn trôi theo dòng biển vào bờ, cung cấp cho các khủng long chân thú nguồn xác thịt. Nhiều động vật ăn thịt có mặt trong thành hệ, về lý thuyết có thể dẫn đến sự cạnh tranh cao. Do đó, Aureliano và các đồng nghiệp tuyên bố rằng phải có mức độ phân vùng thích hợp, trong đó các loài ăn thịt khác nhau sẽ ăn con mồi có kích thước và vị trí địa lí khác nhau trong đầm phá.

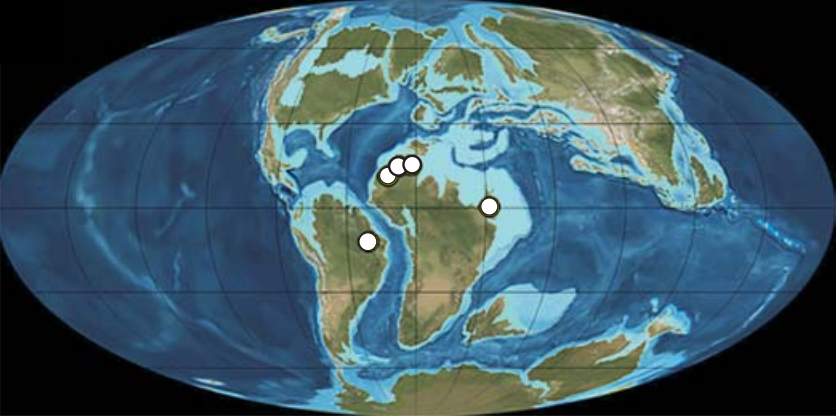
Những di chỉ hóa thạch spinosaurid từ kì Albian-Cenomanian, 113 tới 93.9 triệu năm trước, được đánh dấu trên bản đồ

Sự tương đồng giữa hệ động vật của các thành hệ Romualdo và Crato so với Trung Phi thuộc kỷ Phấn trắng cho thấy lưu vực Araripe được kết nối với biển Tethys, mặc dù liên kết này có khả năng lẻ tẻ, bởi vì thiếu hóa thạch động vật không xương sống trên biển cho thấy lưu vực này không phải là biển. Spinosaurid đã đạt được sự phân bố toàn cầu trong kỷ Phấn trắng sớm. Sereno và các đồng nghiệp vào năm 1998 đã đề xuất rằng với diện tích biển Tethys ngày cảng mở rộng, spinosaurine đã phải tiến hóa ở phía nam (Châu Phi, thuộc lục địa Gondwana) và baryonychine ở phía bắc (Châu Âu, thuộc lục địa Laurasia). Sau đó, Machado và Kellner đã đưa ra giả thuyết vào năm 2005 rằng spinosaurine sau đó đã tiến sang Nam Mỹ từ Châu Phi.[3] Sereno và các đồng nghiệp cho rằng sự tiến hóa khác nhau giữa các spinosaurine ở Nam Mỹ và Châu Phi có thể xảy ra do ảnh hưởng của Đại Tây Dương, đại dương này bành trướng dần dần và tách các lục địa ra và góp phần tạo ra sự khác biệt giữa các loài.[47] Một kịch bản tương tự đã được đề xuất vào năm 2014 bởi nhà cổ sinh vật học người Brazil, ông Manuel A. Medeiros và các đồng nghiệp cho hệ động vật của hệ tầng Alcântara, nơi Oxalaia được tìm thấy. Nhưng cổ sinh địa lí học của spinosaurine vẫn còn nhiều lý thuyết và nền tảng không chắc chắn, với những khám phá ở châu Á và Úc chỉ ra rằng nó phức tạp hơn thế.

### Mồ học
Mồ học (thay đổi sau cái chết và hóa thạch của một con vật) của mẫu định danh Irritator đã được thảo luận bởi một số nhà nghiên cứu. Hộp sọ được tìm thấy nằm nghiêng. Hóa thạch trước đó, một số xương từ phía sau của hộp sọ, cũng như xương răng, xương splenial, vẹt hình mỏ quạ và xương góc phải của hàm dưới, đã bị mất. Các xương khác, chủ yếu từ phía sau hộp sọ, đã bị mất kết nối và bị dịch rời về phía các vùng khác của đầu trước khi bị chôn vùi. Naish và các đồng nghiệp năm 2004 đã khẳng định rằng hệ động vật khủng long tại thành hệ Romualdo được đại diện bởi những động vật chết gần bờ biển hoặc sông trước khi trôi dạt ra biển, nơi những xác chết nổi của chúng cuối cùng bị hóa thạch.[41] Vào năm 2018, Aureliano và các đồng nghiệp đã lập luận chống lại suy luận này, tuyên bố rằng mẫu định danh xương hàm dưới của Irritator được bảo tồn cùng khớp nối với phần còn lại của hộp sọ, trong khi nó có thể bị tách ra khi xác trôi nổi trên biển. Họ cũng lưu ý rằng xác chết sẽ nhanh chóng bị chìm do sự xơ cứng của xương. Do đó, các nhà nghiên cứu đã kết luận rằng hóa thạch từ Santana đại diện cho các sinh vật bị chôn vùi trong môi trường sống tự nhiên của chúng, thay vì bị lắng đọng ở chỗ khác.